# Yūko Minaguchi
Yūko Minaguchi (皆口 裕子, Minaguchi Yūko), née Minaguchi Tomoko (水口 知子, Tomoko Minaguchi) le 26 juin 1966 à Tōkyō, est une seiyū. Elle travaille pour Aoni Production.

## Rôles
- Card Captor Sakura : Nadescico
- Dragon Ball GT : Pan, Videl
- Dragon Ball Super : Videl, Pan
- Dragon Ball Z : Videl, Pan
- Tales of Eternia : Farah Oersted
- Sailor Moon : Sailor Saturn
- Yawara! : Yawara
- One Piece: Portgas D Rouge
- Kanon : Akiko Minase
- Princesse résurrection : Sawawa Hiyorimi
- Yo-kai Watch Shadowside: Oni-ō no Fukkatsu : Neko-Musume
- Seiken Tsukai no World Break : Shimon Mari
- Gensomaden Saiyuki : Yaone